# 布朗斯格羅夫鎮區 (堪薩斯州波尼縣)
布朗斯格羅夫鎮區（英語：Browns Grove Township）為美國堪薩斯州波尼縣轄下的鎮區。2010年美国人口普查中該鎮區人口有298人。

## 地理
布朗斯格羅夫鎮區涵蓋總面積為92.81平方（35.83平方英里）。

## 人口統計
根據2010年美國人口普查，布朗斯格羅夫鎮區人口有298人，住房152戶，人口密度為3.21人/每平方公里。此鎮區居民之種族中，白人佔97.99%，非裔美國人佔0.34%，美洲原住民佔0.34%，亞裔美國人佔0.34%，太平洋島裔美國人佔0%，其他種族佔0.34%，混血種族則佔0.67%。而西班牙裔或拉丁裔美國人佔此鎮區人口的0.67%。

## 交通

### 主要公路
- 156號堪薩斯州州道

## 外部連結
- City-Data.com[永久]